# 施謙 (明朝)
施谦，归安（今浙江吴兴县）人，明朝政治人物。
成化九年，担任福建永安县知县。